# Muriel Thomson
Muriel Thomson (Schotland) is een Schotse golfprofessional die golfte op de Women's Professional Golf Association Tour (nu gekend als de Ladies European Tour (LET)).

## Loopbaan
Thomson begon op 9-jarige leeftijd te golfen op de Aboyne Golf Club in Aboyne, Aberdeenshire. Later golfte ze op enkele nationale golftoernooien bij de juniores.
In 1979 werd ze golfprofessional en debuteerde op de Women's Professional Golf Association Tour (nu gekend als de Ladies European Tour) waar ze de eerste Schotse golfster werd op die tour. In 1980 won ze drie golftoernooien: het Carlsberg European Championship op de Tyrrells Wood), het Hitachi Double Glazing Championship en het Barnham Championship. Op het einde van het seizoen werd ze winnares van de Order of Merit. In 1983 won ze voor de tweede keer de Order of Merit. In 1986 behaalde ze haar negende en laatste zege op die tour door het Irish Open te winnen. In 1989 ging ze op pensioen en werd lid van de Portlethen Golf Club in Portlethen, Aberdeenshire.

## Prestaties
Ladies European Tour
| Jaar | # | Toernooien                                                                           |
| ---- | - | ------------------------------------------------------------------------------------ |
| 1980 | 3 | Carlsberg (Tyrrells Wood), Hitachi Double Glazing Championship, Barnham Championship |
| 1981 | 1 | Elizabeth Ann Classic                                                                |
| 1984 | 2 | Guernsey Open, Sands International Tournament                                        |
| 1985 | 1 | Laing Ladies Classic                                                                 |
| 1986 | 2 | Ford Ladies' Classic, Irish Open                                                     |

## Prijzen
- LET Order of Merit: 1980 & 1983[2][3]

## Teamcompetities
Amateur
- Curtis Cup ( SCO): 1978